# Onik Gasparyan
Onik Viktori Gasparyan (in armeno Օնիկ Վիկտորի Գասպարյան?; Ijevan, 6 gennaio 1970) è un generale armeno, Capo di stato maggiore delle forze armate armene dall'8 giugno 2020 al 25 febbraio 2021.
Il 25 febbraio 2021 a causa di forti tensioni e proteste che alimentano il paese da mesi, le dimissioni del premier e del governo, ma in risposta a ciò il premier lo ha licenziato considerandolo un tentativo di golpe.